# Karlshamns distrikt
Karlshamns distrikt är ett distrikt i Karlshamns kommun och Blekinge län. 
Distriktet ligger i och omkring Karlshamn. 

## Tidigare administrativ tillhörighet
Distriktet inrättades 2016 och utgörs av området som Karlshamns stad omfattade före 1967.
Området motsvarar den omfattning Karlshamns församling hade vid årsskiftet 1999/2000.